# Actinisme
Actinisme (Grieks: ακτίς, ακτῖνος, straal) is de eigenschap van elektromagnetische straling (voornamelijk van het zonlicht) om fotochemische effecten te veroorzaken.
Het woord actinisme lijkt vooral te worden gebruikt in termen van technologie, vooral fotografie. De term wordt echter ook gebruikt in medische literatuur voor aandoeningen veroorzaakt door de zon zoals verbranding of blootstelling aan ultraviolette straling. 
Actinische effecten worden voor verschillende doeleinden gebruikt. Actinische lampen in aquaria bijvoorbeeld helpen planten groeien. Verder bestaat er actinische therapie: stralingsbehandeling met zonlicht, ultraviolet, infrarood licht en actinische chemie waarbij de energie van het ingestraalde licht groot genoeg is om een chemische binding te verbreken.